# District de Karachi-Centre
Le district de Karachi-Centre (en ourdou : ضلع کراچی وسطی) est une subdivision administrative du sud de la province du Sind au Pakistan. Inclus au sein de la division de Karachi, il fait également partie de la mégapole de Karachi. Aboli en l'an 2000, le district a été rétabli en juillet 2011.
Le district compte près de trois millions d'habitants en 2017. C'est un fief du Mouvement Muttahida Qaumi.

## Histoire
Le territoire correspondant à l'actuel district de Karachi-Centre était très peu peuplé jusqu'à l'indépendance du Pakistan le 14 août 1947. À l'occasion de la partition des Indes, de nombreux réfugiés musulmans s'installent dans la zone et deviennent ainsi l'ethnie mohadjire. Ainsi, plusieurs quartiers du district portent le nom de figures du Mouvement pour le Pakistan, comme Khawaja Nazimuddin (Nazimabad), Liaquat Ali Khan (Liaquatabad) ou Fatima Jinnah (Fatima Jinnah Colony).
Karachi-Centre est l'un des principaux quartiers de la mégapole de Karachi, plus grande ville du Pakistan. Il a existé en tant que district jusqu'en 2000, année où il est divisé en différents quartiers. Le 11 juillet 2011, les districts de la division de Karachi sont rétablis, y compris le district de Karachi-Centre.

## Démographie

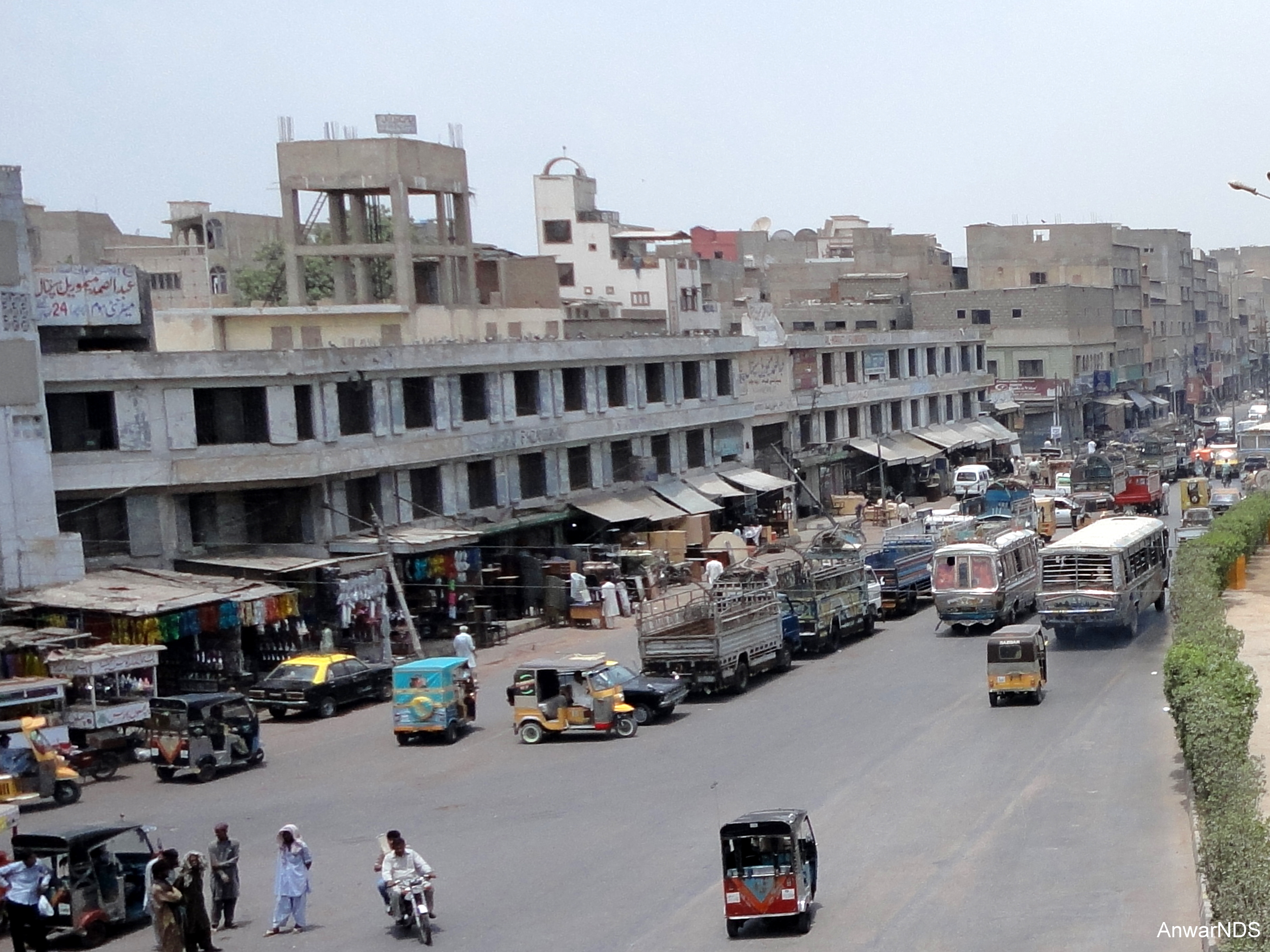
Vue de Liaquatabad.

Lors du recensement de 1998, la population du district a été évaluée à 2 277 931 personnes. Le recensement suivant mené en 2017 pointe une population de 2 971 626 habitants, soit une croissance annuelle de 1,4 %, inférieure aux moyennes nationale et provinciale de 2,4 %.
Le district est le second plus peuplé de Karachi après celui de Karachi-Ouest, et est le plus petit. Il est aussi le plus densément peuplé.

## Administration

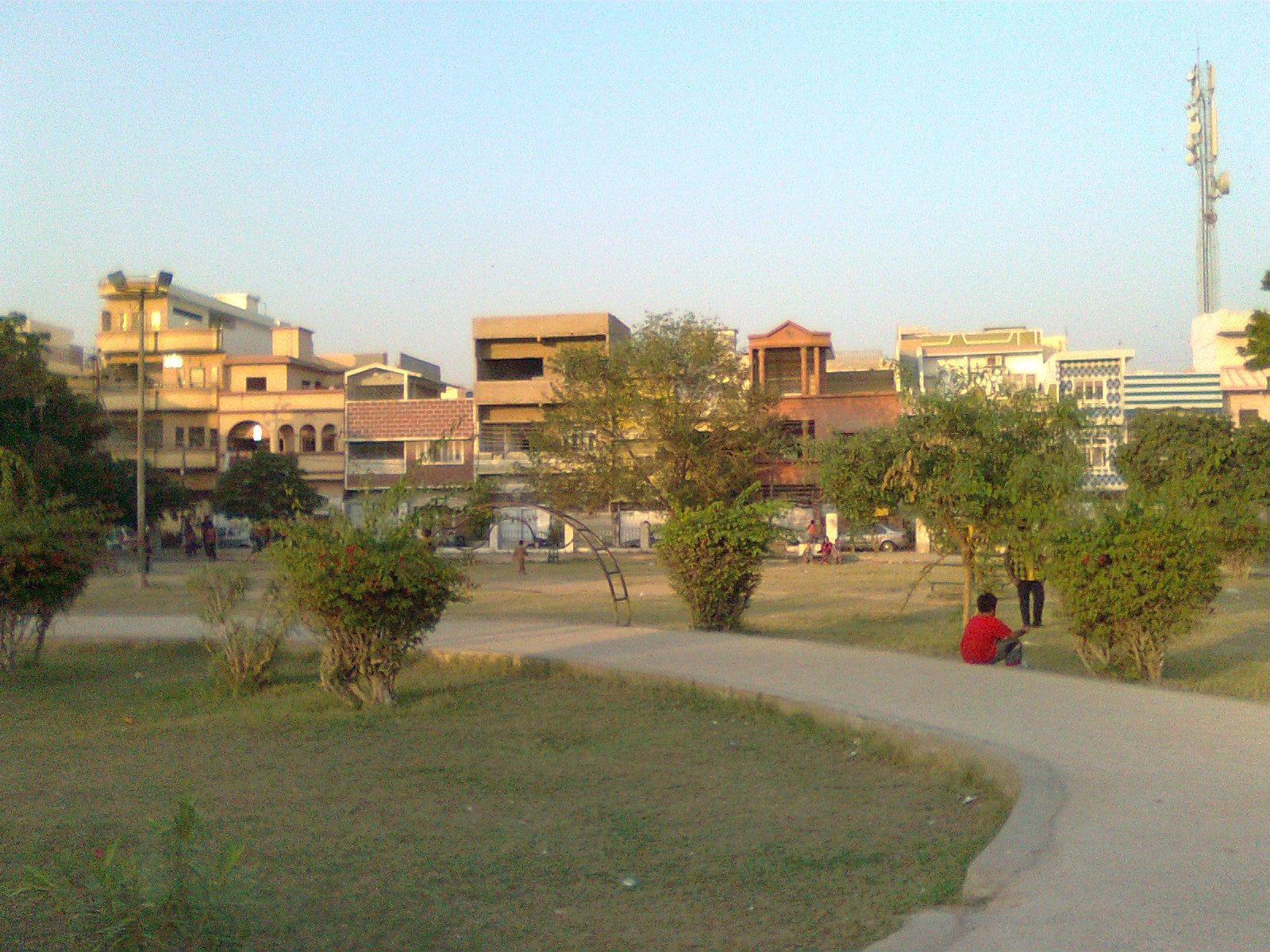
Zone résidentielle de Nazimabad-Nord.

Le district est divisé en cinq subdivisions, appelées towns et équivalentes à des tehsils, ainsi que 51 Union Councils.
Les différentes administrations gérées par le district comptent au total près de 13 000 salariés pour un budget de 200 millions de roupies environ en 2017.
| Tehsil               | Population (rec. 2017) |
| -------------------- | ---------------------- |
| Gulberg              | 495 892                |
| Liaquatabad (en)     | 449 497                |
| Nazimabad (en)       | 447 435                |
| Nouveau Karachi (en) | 871 232                |
| Nazimabad-Nord       | 708 583                |

## Politique
Le district est un fief du Mouvement Muttahida Qaumi (MQM) qui trouve ses soutiens parmi les Muhadjirs. On y trouve notamment son quartier-général nommé Nine Zero,.
À la suite de la réforme électorale de 2018, le district est représenté par les quatre circonscriptions no 253 à 256 à l'Assemblée nationale ainsi que les huit circonscriptions no 123 et 130 de l'Assemblée provinciale du Sind. Lors des élections législatives de 2018, alors que le MQM se divise en plusieurs factions dont certaines boycottent le scrutin, il fait jeu égal avec le Mouvement du Pakistan pour la justice avec six sièges chacun.
| Parti                                       | Voix (national) | %       | Élus nationaux | Élus provinciaux |
| ------------------------------------------- | --------------- | ------- | -------------- | ---------------- |
| Mouvement du Pakistan pour la justice       | 254 842         | 35,43 % | 2              | 4                |
| Mouvement Muttahida Qaumi                   | 206 595         | 28,72 % | 2              | 4                |
| Tehreek-e-Labbaik Pakistan                  | 83 960          | 11,67 % | 0              | 0                |
| Muttahida Majlis-e-Amal                     | 69 715          | 9,69 %  | 0              | 0                |
| Pak Sarzameen                               | 39 125          | 5,44 %  | 0              | 0                |
| Ligue musulmane du Pakistan (N)             | 23 610          | 3,28 %  | 0              | 0                |
| Parti du peuple pakistanais                 | 22 370          | 3,11 %  | 0              | 0                |
| Autres partis                               | 12 747          | 1,77 %  | 0              | 0                |
| Indépendants                                | 6 511           | 0,91 %  | 0              | 0                |
| Total exprimés (participation : 39,18 %)    | 719 236         | 100 %   | 4              | 8                |
| Source : Commission électorale du Pakistan, |                 |         |                |                  |